# Império da Vila
O Grêmio Recreativo Cultural Escola de Samba Império da Vila, anteriormente conhecida como Vila Nova, é uma escola de samba de Santos, que ensaia na praça em frente ao mercado do bairro da Vila Nova, ou na Arena Brasil.
Em 2008 foi décima-primeira colocada do Carnaval, e em 2009, oitava.
No ano de 2010, apresentou enredo falando sobre os temperos, ficando com o vice-campeonato.

## Segmentos

### Presidentes
| Nome                                          | Mandato        | Ref.  |
| --------------------------------------------- | -------------- | ----- |
| Márcio Alexandre Rodrigues Pereira (Marcinho) | ? - ?          | [ 4 ] |
| André Rodrigues "Charuto"                     | ? - atualidade | [ 5 ] |

### Diretores
| Ano  | Diretor de Carnaval | Diretor geral de harmonia | Mestre de bateria         | Ref.  |
| ---- | ------------------- | ------------------------- | ------------------------- | ----- |
| 2011 |                     |                           | Duda                      | [ 4 ] |
| 2015 |                     |                           | André Rodrigues "Charuto" | [ 5 ] |
| 2016 |                     |                           | Vinícius Batucada         |       |

### Coreógrafo
| Ano      | Nome        | Ref. |
| -------- | ----------- | ---- |
| 2011 - ? | Dudu        |      |
| 2017 - ? | Dennys Lima |      |

### Casal de Mestre-sala e Porta-bandeira
| Ano       | Nome                               | Ref.  |
| --------- | ---------------------------------- | ----- |
| 2010-2011 | Luiz Carlos Braga e Babi           | [ 4 ] |
| 2012-2015 | Luiz Carlos Braga                  |       |
| 2016      | Ronny e Thaina                     |       |
| 2018      | Luiz Carlos Braga e Mariana Santos |       |
| 2019      | Khawan Alcides e Sandra Jesus      |       |
| 2020      | Guilherme e Sandra Jesus           |       |

### Rainhas de bateria
| Período | Rainha    | Rei     | Musa    | Ref.  |
| ------- | --------- | ------- | ------- | ----- |
| 2011    | Franciele | Uesclei | Adriana | [ 4 ] |
| 2016    | Franciele |         |         |       |

## Carnavais
| Ano  | Colocação   | Grupo    | Enredo | Carnavalesco(s)                                                              | Intérprete                 | Ref |
| ---- | ----------- | -------- | --- | ---------------------------------------------------------------------------- | -------------------------- | --- |
| 2006 | 7º. Lugar   | Especial | Dráusio da Cruz, o Imperador do Samba! (Compositores: Rubens Gordinho, Santaninha, Rudney e Flávio Galvão)                                                                                             |                                                                              | Cláudia França, PC e Dingo |     |
| 2007 | 10º. Lugar  | Especial | Na arte do inconsciente, Bispo é Rei com coroa de rosário! (Compositores: Abelha, Ceno do Cavaco, Fernando Negrão, Gustavo e Júnior)                                                                   | Comissão de Carnaval (Larry Marinho, Joaciy Leite e Alexandre Andrade)       | Fernando Negrão            |     |
| 2008 | 11º. Lugar  | Especial | Viajei no meu sonhar, pra história do Monte Serrat contar! (Compositores: Edimar Guiã, Cunha Bueno e Fábio Quintino)                                                                                   | Comissão de Carnaval (Joacir Leite e Alexandre Andrade)                      | PC                         |     |
| 2009 | 8º. Lugar   | Especial | Odé Ikutié a Vila com saudades, hoje é você! (Compositores: César Rodrigues e Ernesto Abelha) | Comissão de Carnaval (Alexandre Andrade e Roberto Rodrigues)                 | Samuel do Mistura          |     |
| 2010 | 2º. Lugar   | Especial | Tempero do Brasil (Compositores: Ademarzinho do Cavaco, Makumba, Paulo da Magia, Makumbinha, Fabinho, Paulinho Chiclete e Toninho 44)                                                                  |                                                                              | Paulo da Magia             |     |
| 2011 | 3º. Lugar   | Especial | É melado e é gostoso, o néctar da vida! (Compositores: Ademarzinho, Fabinho, Makumba, Paulinho Chiclete, Paulo da Magia, Toninho 44)                                                                   | Comissão de Carnaval (Roberto Borges, Alexandre Andrade e Paulinho Chiclete) | Paulo da Magia             |     |
| 2012 | 7º. Lugar   | Especial | SATC, ontem, hoje e sempre! (Compositores: Paulo da Magia, Vitor Santos, Makumba, Adelton Vox, Toninho 44 e Paulinho Chiclete)                                                                         |                                                                              | Paulo da Magia             |     |
| 2013 | -           | Especial | Oxóssi o rei da cidade Ketu! (Compositores: Ernesto Abelha, Anderson Hullk, Maycon Batatinha, Rafael Bolinha, Renato Jr. e Batata do Cavaco)                                                           |                                                                              | Rene Sobral                |     |
| 2014 | 11º. Lugar  | Especial | Na alegria ou na tristeza, pura ou não: taí a energia da minha emoção! (Compositores: Dukinha da Ladeira, Juninho de Paula, Rica dos Anjos, Vinicius Batucada e Mestre Charuto)                        |                                                                              | Silvinho                   |     |
| 2015 | 3º. Lugar   | Acesso   | Ao mestre com carinho (Compositores: Dukinha da Ladeira, Juninho de Paula, Rica dos Anjos e Mestre Charuto)                                                                                            | Comissão de Carnaval                                                         | Joãozinho                  |     |
| 2016 | 4º Lugar    | Acesso   | Santos 470 anos - Café para saborear, compartilhar e trabalhar. O Museu do Café abre as portas para você ! (Compositores: Matheus Bianck, Thiago Meiners, Léo do Cavaco, Xandy do Cavaco e Marcelinho) | Jair Souza                                                                   | Joãozinho e Jorge          |     |
| 2017 | 3º Lugar    | Grupo 1  | Miscigenação da cultura popular brasileira |                                                                              |                            |     |
| 2018 | Vice-Campeã | Grupo 1  | Água, terra, fogo e ar! Deuses em Terra e o glamour de seus elementos |                                                                              |                            |     |
| 2019 | Vice-Campeã | Grupo 1  | Tempero do Brasil |                                                                              |                            |     |
| 2020 | 4° Lugar    | Grupo 1  | Oxóssi o Rei da Cidade de Ketu! (Reediçao carnaval 2013) |                                                                              |                            |     |
| 2023 | 4° Lugar    | acesso   | Makumba - Do Culto Mágico à Magia do Samba |                                                                              |                            |     |
| 2024 | 5° Lugar    | acesso   | Os imigrantes no 'Vale da Vida', Cubatão uma nova história. | comissão de carnaval                                                         |                            |     |